# Human Powered Health (vrouwenwielerploeg)
Human Powered Health is een Amerikaanse professionele wielerploeg voor vrouwen, die sinds 2012 deel uitmaakt van het peloton. De eerste vier jaren droeg de ploeg de naam Optum p/b Kelly Benefit Strategies en ging vanaf 2016 verder als Rally Cycling. Na het opheffen van UnitedHealthcare Women's Team werd UHC in 2019 co-sponsor van Rally-UHC. Vanaf 2022 komt de ploeg uit in de UCI Women's World Tour onder de huidige naam.

## Renners
Amerikanen:
- Elle Anderson (2016)
- Katie Clouse (2021-2023)
- Kristabel Doebel-Hickok (2019-2021, 2024-)
- Leigh Ann Ganzar (2020-2021)
- Lauren Hall (2013-2014)
- Megan Jastrab (stage 2020)
- Kaia Schmid (2022-2023)
- Alison Tetrick (2015)
- Emma White (2016-2021)

Canadezen:
- Lex Albrecht (2015)
- Sara Bergen (2017-2020)
- Allison Beveridge (2017-2020)
- Jasmin Duehring (2015-2016)
- Leah Kirchmann (2013-2015)
- Kirsti Lay (2016-2019)
- Joëlle Numainville (2013-2014)
- Sara Poidevin (2016-2021)
- Denise Ramsden (2013-2014)

Nederlanders
- Marit Raaijmakers (2022-)
- Marjolein van 't Geloof (2023)
- Nina Buijsman (2022-2023)
- Evy Kuijpers (2022)

Overig:
- Joelija Birjoekova (2024-)
- Yurani Blanco (2025-)
- Henrietta Christie (2022-)
- Antri Christoforou (2022-2023)
- Audrey Cordon-Ragot (2023-2024)
- Maëlle Grossetête (2024-)
- Chloe Hosking (2020)
- Romy Kasper (2024-)
- Clara Koppenburg (2021)
- Mieke Kröger (2022-2023)
- Jesse Vandenbulcke (2023)
- Alice Wood (2023-2024)
- Eri Yonamine (2022-2023)
- Silvia Zanardi (2024-)
- Linda Zanetti (2024)

## Fotogalerij

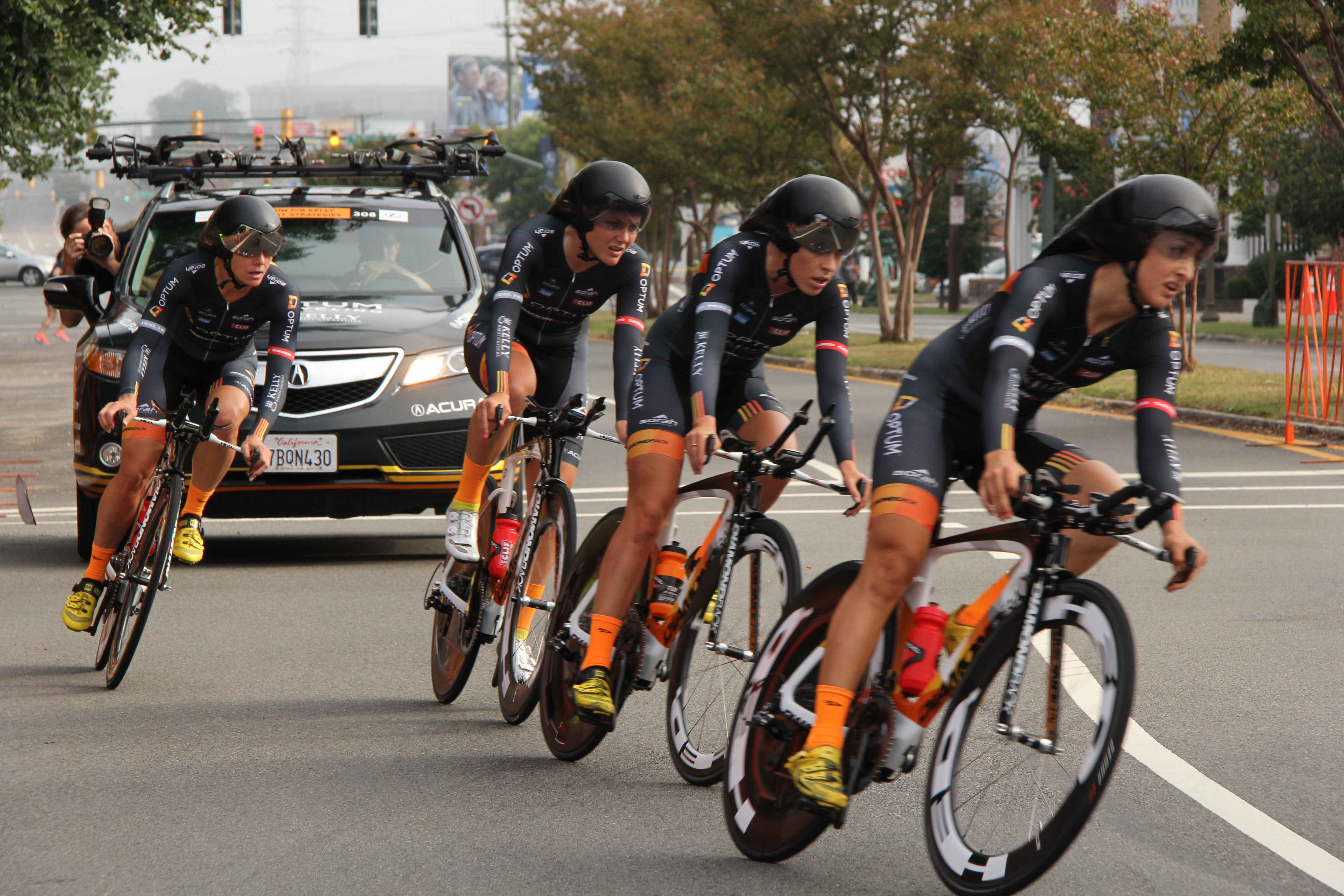
Tijdens het WK ploegentijdrijden 2015
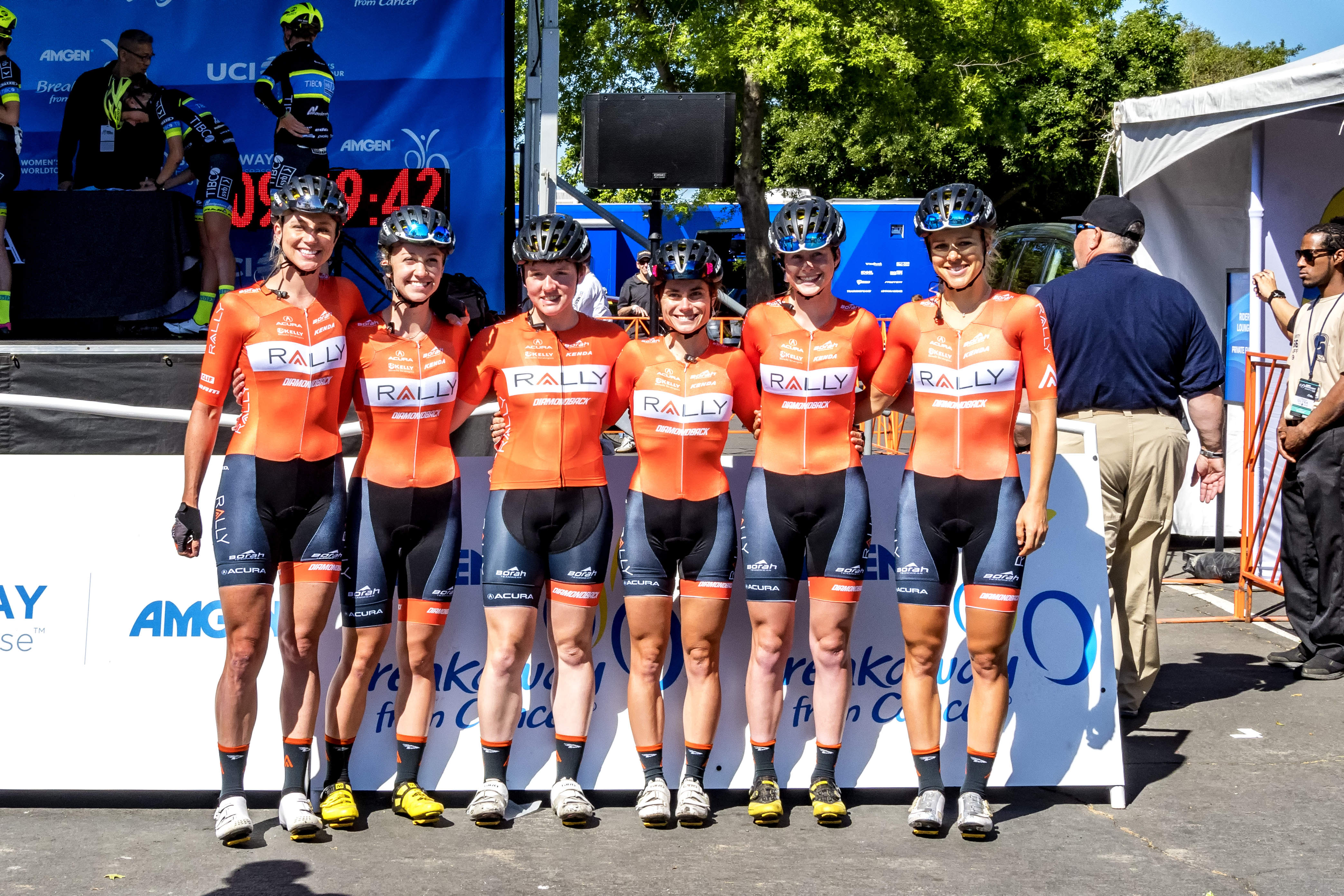
De ploeg in de Ronde van Californië 2017
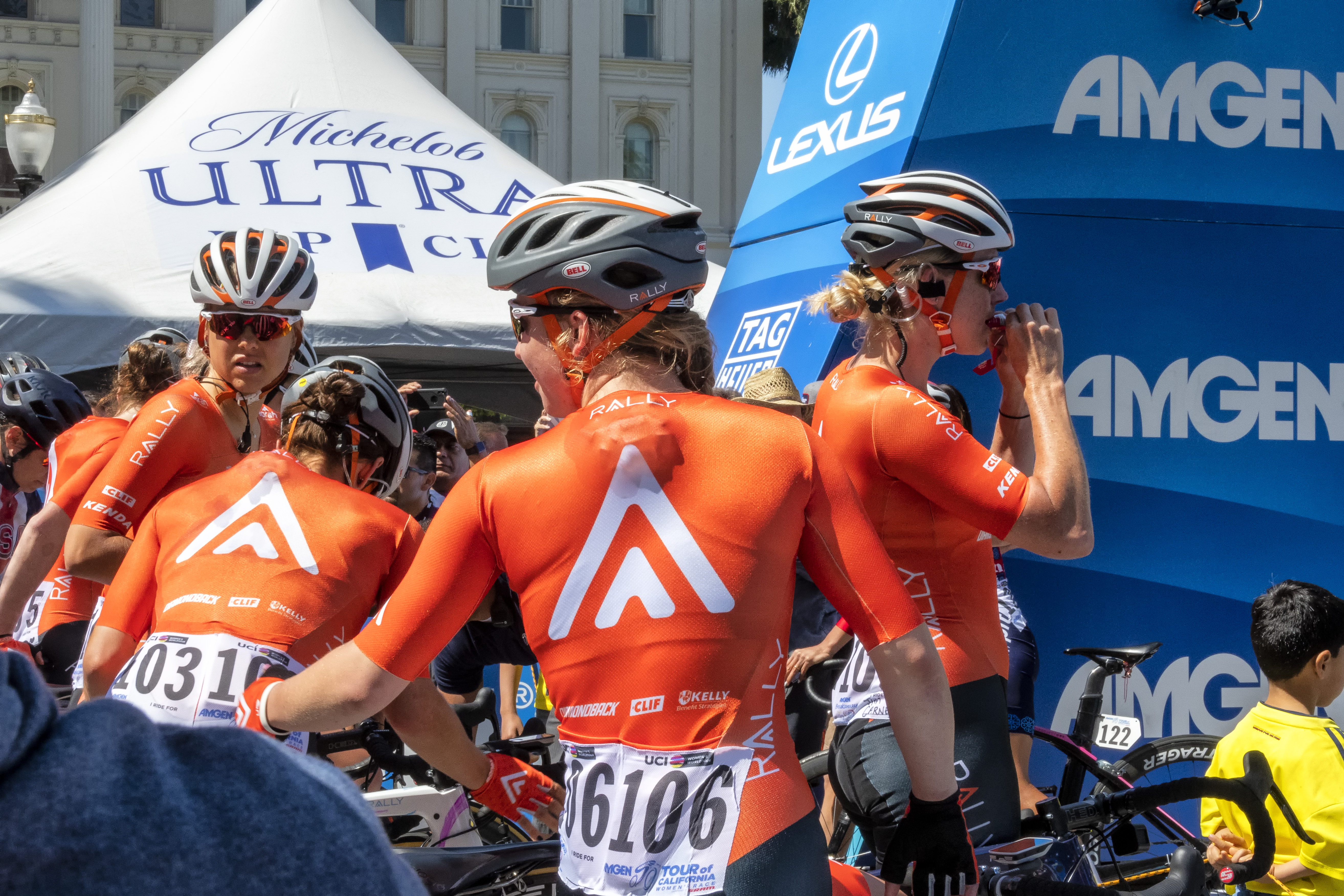
Rensters in de Ronde van Californië 2018
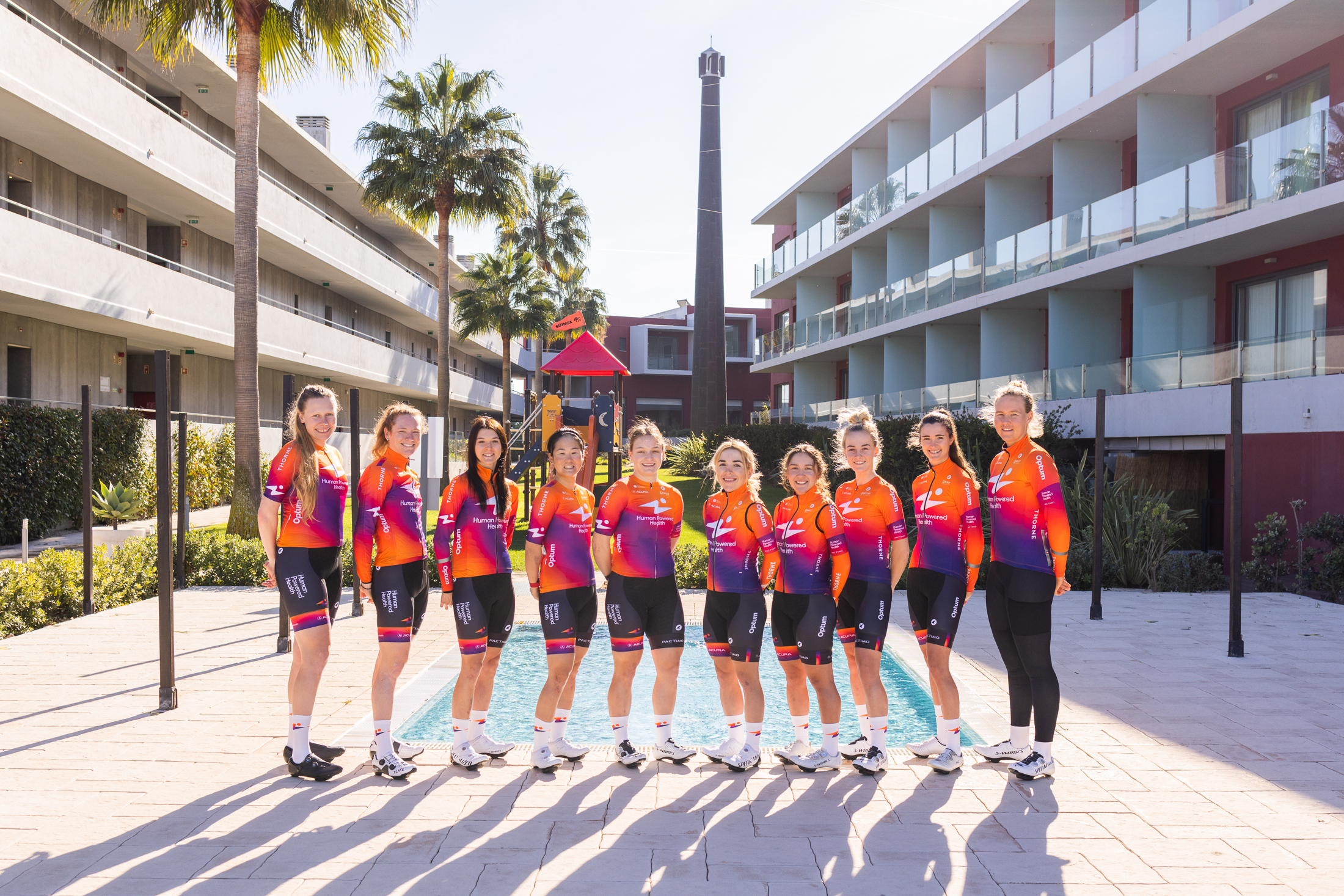
Teamfoto in 2021
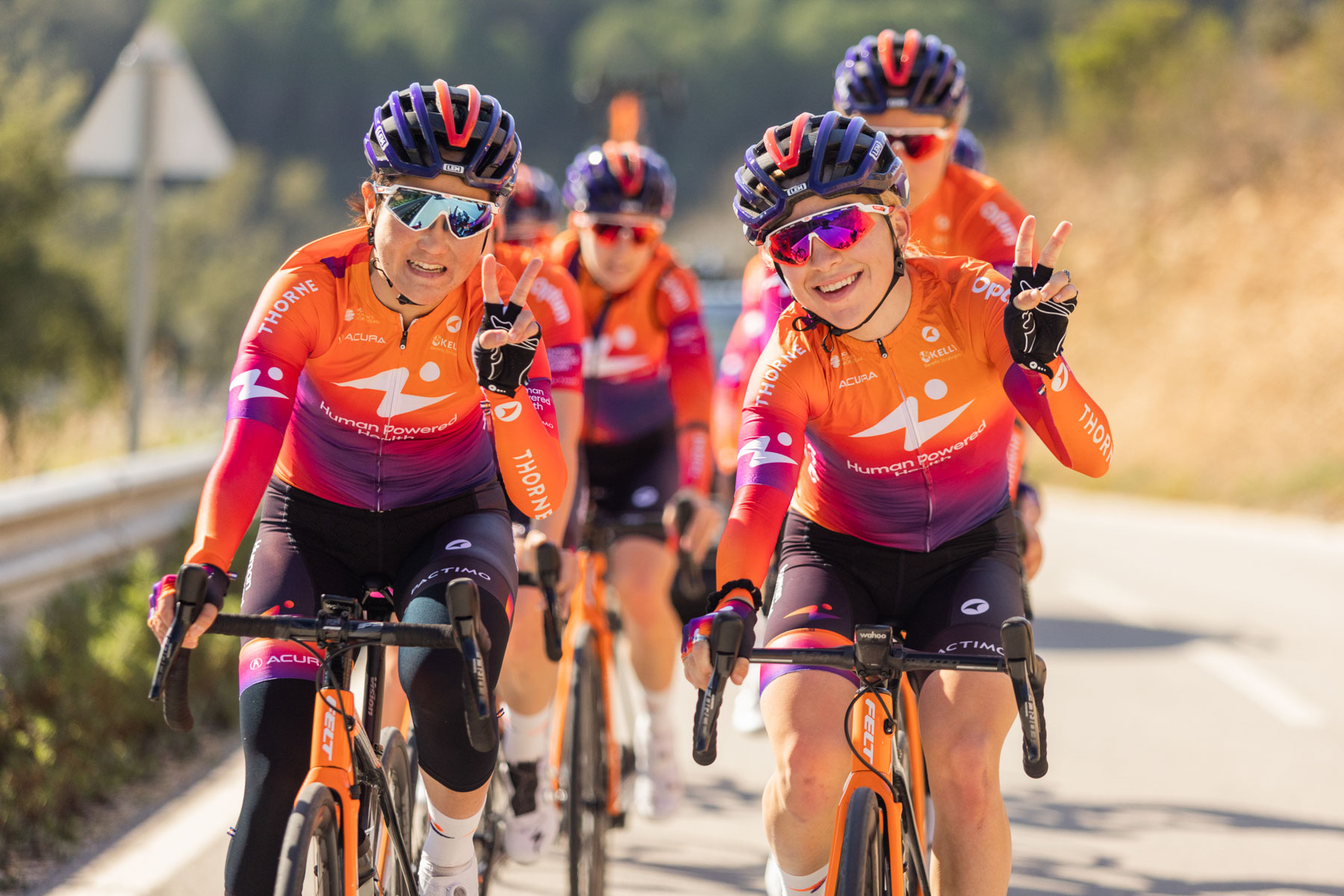
Rensters in 2021
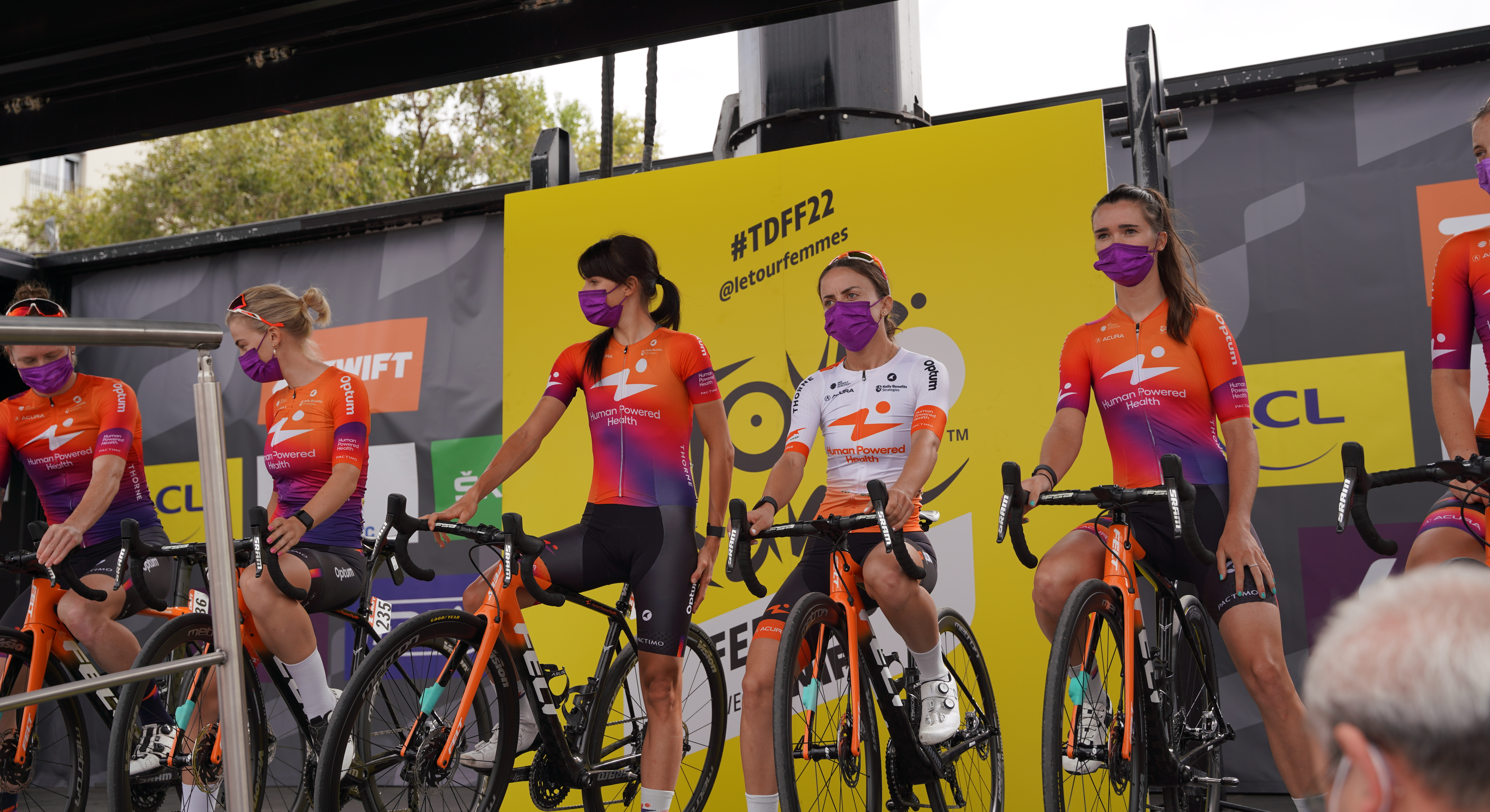
De ploeg in de Tour de France Femmes 2022
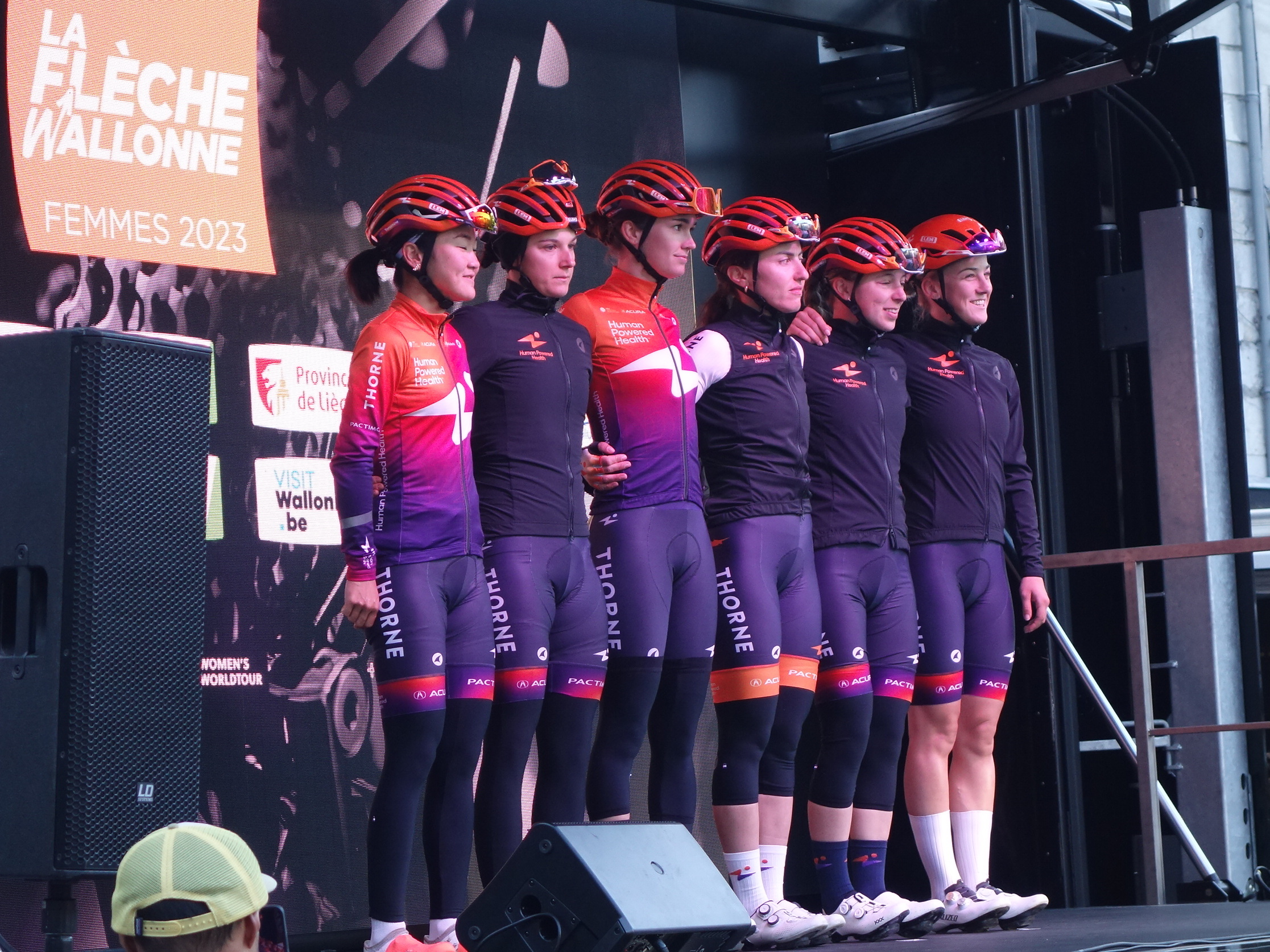
Aan de start van de Waalse Pijl 2023
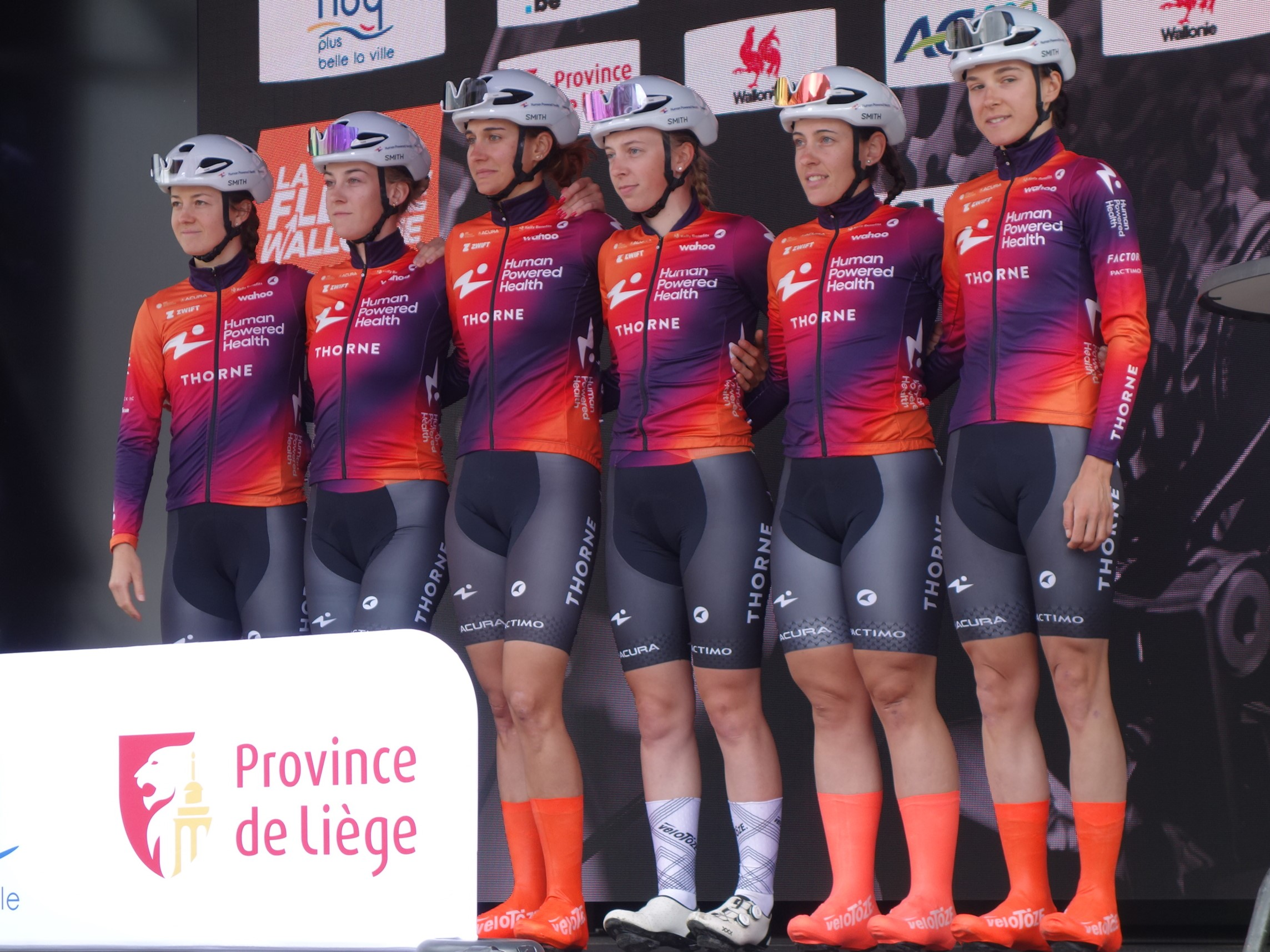
Voor de Waalse Pijl 2024
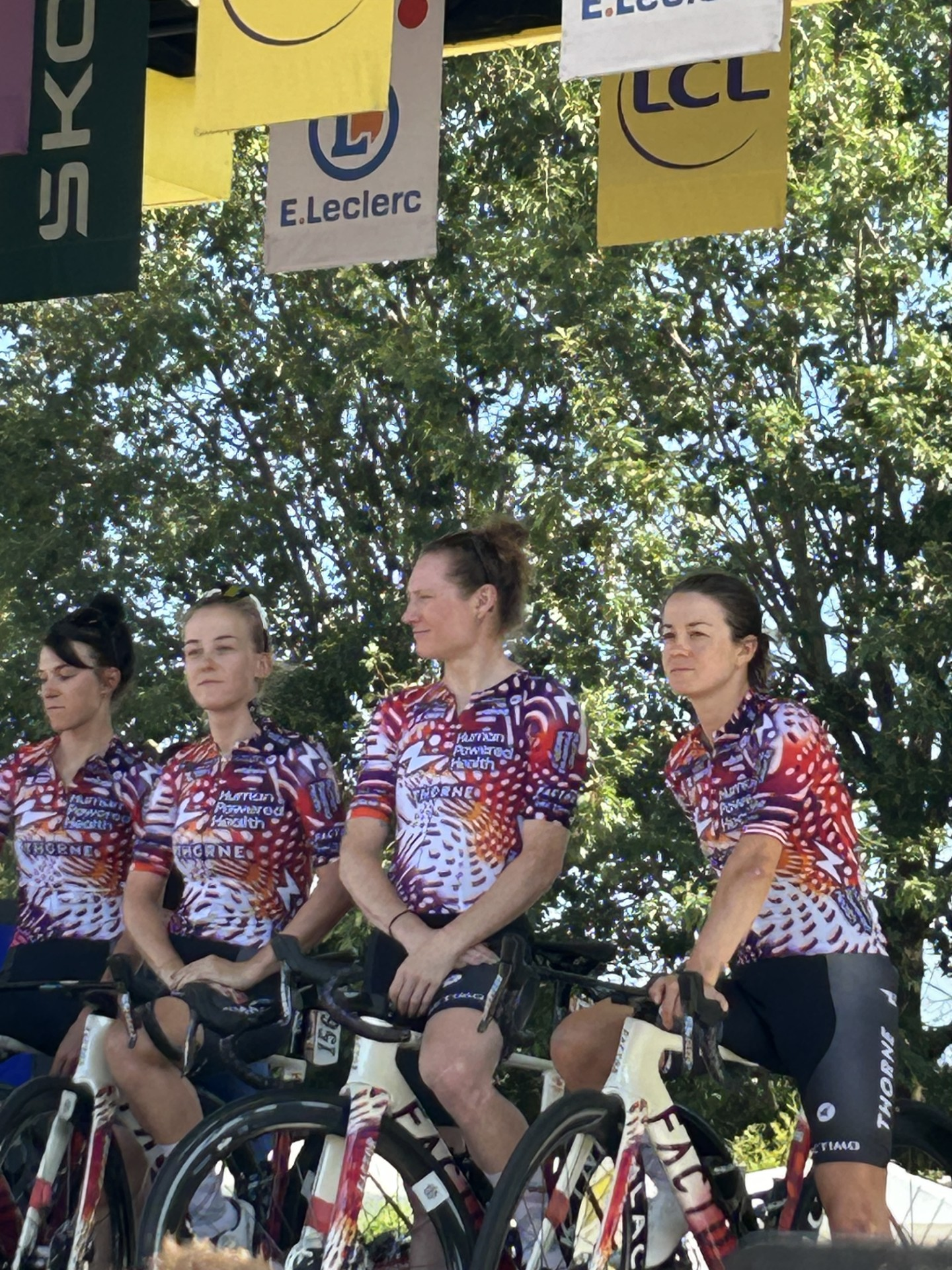
Tijdens de Tour de France Femmes 2024

## Jaarpagina's
Zie ook de jaarpagina's van de ploeg van 2022, 2023 en 2024.

## Belangrijke overwinningen
2014
Gent-Wevelgem, Lauren Hall
GP de Gatineau, Denise Ramsden
2015
Pan-Amerikaanse Spelen wegrit, Jasmin Glaesser
2017
Eindklassement Colorado Classic, Sara Poidevin
2018
2e etappe Joe Martin Stage Race, Sara Bergen
4e etappe Ronde van de Gila, Emma White
2019
2e etappe Ronde van de Gila, Heidi Franz
2020
1e etappe Women's Tour Down Under, Chloe Hosking
5e etappe Tour de l'Ardèche, Leigh Ann Ganzar
7e etappe Tour de l'Ardèche, Chloe Hosking
GP d'Isbergues, Chloe Hosking

### Kampioenschappen
2012
 Canadees kampioene op de weg, Denise Ramsden
2013
 Nieuw-Zeelands kampioene op de weg, Courteney Lowe
 Amerikaans kampioene op de weg, Jade Wilcoxson
 Canadees kampioene op de weg, Joëlle Numainville
 Canadees kampioene tijdrijden, Joëlle Numainville
2014
 Canadees kampioene op de weg, Leah Kirchmann
 Canadees kampioene tijdrijden, Leah Kirchmann
2017
 Canadees kampioene op de weg, Allison Beveridge
2018
 Canadees kampioene op de weg, Katherine Maine